# Козаки Поділля
«Козаки́ Поді́лля» — український академічний ансамбль пісні і танцю у місті Хмельницькому. Утворений в 1938 році з хорової капели.

## Історія
Ансамбль «Козаки Поділля» був заснований у 1938 році на базі хорової капели, до якої увійшли учасники, які займались художньою самодіяльністю та артисти. Борис Світличний — диригент Тбіліської консерваторії — був першим керівником капели. Через якийсь час капела отримала статус ансамблю пісні і танцю, її назва змінилась на «Подолянку». Назва була незмінною до 1989 року, коли колектив було перейменовано на «Козаки Поділля». Колектив з гастролями відвідував Францію, Німеччину, Бельгію, Швейцарію, Індію, Польщу, Італію, Португалію, Велику Британію, Грецію, Іспанію. 1987 році «Козаки Поділля» взяли участь у Республіканському огляді-конкурсі творчих колективів України і були визнані одним з найкращих колективів України. В 2008 році ансамбль став академічним, в 2011 році ансамбль здобув перше місце на третьому Всеукраїнському фестивалі конкурсі народної хореографії імені Павла Вірського.
Того ж 2011 року колектив нагородили «Хрестом Українського Козацтва». Нагорода колективу була вручена після завершення театралізованого дійства «Пророк».
В своєму репертуарі «Козаки Поділля» мають козацькі пісні, чумацькі пісні, жартівливі хорові сценки, обрядову лірику, родинно-побутову лірику, весільні пісні, танці, історичні думи, купальські пісні і танці, щедрівки та колядки. У виступах колективу фольклор поєднується з сучасною музикою.
Керівником колективу з 1975 року був народний артист України Микола Балема.
Диригентом-хормейстром ансамблю довгий час був народний артист України Валерій Ярецький.
У 2018 році «Козаків Поділля» очолив Степан Дробіт, а головним хормейстером є Катерина Дробіт. Головним балетмейстером є заслужений артист України Сергій Качуринець, а керівником оркестру та диригентом (з 2017 року) — Олександр Якубов. Зараз у колективі 38 артистів хору, 24 артисти балету, 20 артистів оркестру. Працює також дитяча студія «Козаків Поділля», яка була створена балетмейстером Сергієм Качуринцем для поповнення ансамблю. Дитяча студія існує більше 10 років.